# Nechama Tec
Nechama Tec, nata Nechama Bawnik (Lublino, 15 maggio 1931 – New York, 3 agosto 2023) è stata una sociologa polacca naturalizzata statunitense.
Professore emerito di Sociologia alla University of Connecticut,, fu autrice del libro Gli ebrei che sfidarono Hitler su cui è basato il film Defiance - I giorni del coraggio sulla resistenza in Bielorussia dei Fratelli Bielski fino a quel momento misconosciuta. 

## Biografia
Nata in Polonia da una famiglia di ebrei nel 1931, aveva 8 anni nel 1939 quando la Polonia fu invasa dalla Germania. Sopravvisse alla Shoah grazie a cattolici polacchi. Dopo la guerra emigrò in Israele e quindi negli Stati Uniti, dove completò il dottorato alla Columbia University.. È stata membro del consiglio consultivo dell'YIVO Institute for Jewish Research di New York. Nel 2002, è stata inoltre nominata dal presidente George W. Bush nel consiglio dell'United States Holocaust Memorial Museum di Washington.
Era madre del regista Roland Tec.

## Opere
- Grass Is Green in Suburbia: A Sociological Study of Adolescent Usage of Illicit Drugs. Libra Pub 1974[9]
- Dry Tears: The Story of a Lost Childhood. University Press: Oxford 1984
- When Light Pierced the Darkness: Christian Rescue of Jews in Nazi-Occupied Poland. University Press: Oxford 1986
- In The Lion's Den: The Life of Oswald Rufeisen. University Press: Oxford 1990
- Gli ebrei che sfidarono Hitler, Milano, Sperling & Kupfer Editori, 2001, ISBN 88-200-3158-2.
- Resilience and Courage: Women, Men, and the Holocaust. University Press: Yale 2003
- Letters of Hope and Despair. University Press: Cambridge 2007
- La resistenza ebraica: definizioni e interpretazioni storiche, in Storia della Shoah - Di fronte all'olocausto, 5° volume, pp. 83-113, in Corriere della sera inchieste, Milano, UTET e Corsera, 2019, ISSN 2038-0852 (WC · ACNP).